# Todd-AO

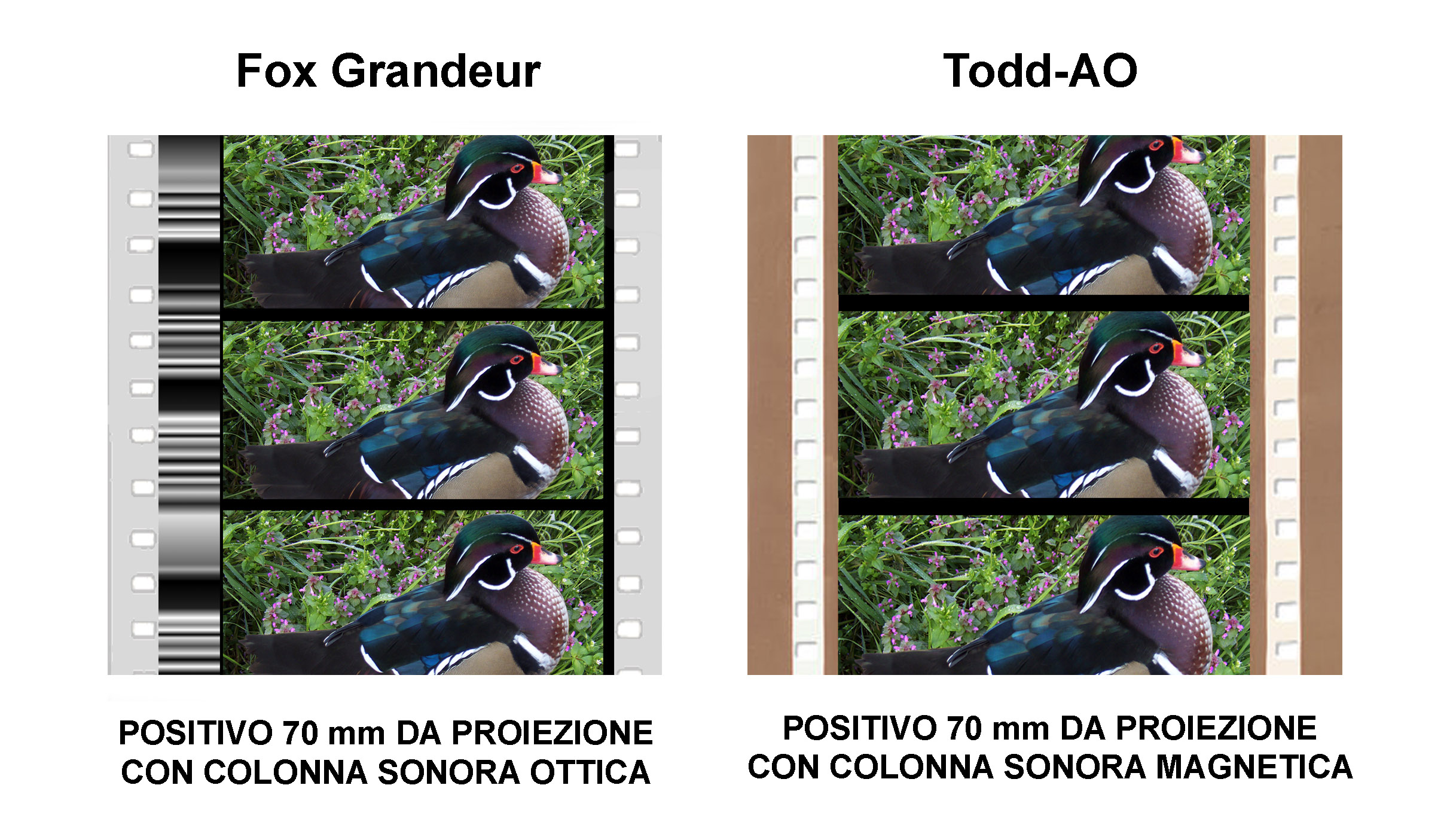
Exemple d'image avec une format de pellicule Todd-AO

Todd-AO est la marque commerciale d'un procédé exploitant un format de pellicule de film 70 mm. La résolution inégalée jusqu'à sa création a été exploitée dans certaines grandes salles de cinéma à partir des années 1950. L'acronyme provient du nom de famille de son concepteur Mike Todd associé aux initiales de la société d'optique qui exploite le brevet, American Optical.

## Procédé
Son ratio de projection 2,20:1 exploite la pellicule 70 mm dont une partie - 65 mm - est dévolue à l'image et 5 mm aux 6 pistes sonores magnétiques pouvant alimenter jusqu'à 6 canaux distincts. Alors que certains procédés concurrents - tels le Cinérama - combinent plusieurs caméras et des réglages optiques complexes, le Todd-AO exploite une seule caméra équipée d'un seul objectif. Toutefois, les salles devant s'équiper de projecteurs 70mm munis d'une optique adaptée ainsi que d'un écran beaucoup plus incurvé, le procédé fut peu exploité. De plus, les deux premiers films étaient projetés à la vitesse de 30 images par seconde, nécessitant le tournage parallèle d'une copie 35 mm CinemaScope en 24 images par seconde pour pouvoir être distribué dans la majorité des salles. La société revint donc à la vitesse standard de 24 images par seconde dès 1958. De même, il fut adapté aux écrans « plats », tout en continuant à offrir une résolution supérieure aux formats larges et un son stéréo 6 pistes. 
Une variante du procédé, le Dimension 150, nécessitant un écran courbe (150°) du genre Cinerama, fut testé sur deux films : La Bible (1966) et Patton  (1970). 
Le 11 octobre 1955, Oklahoma ! est le premier film projeté en 70 mm Todd-AO au cinéma Rivoli de New York. Le  Cinestage Theatre ouvre le 4 avril 1957 comme première salle de Chicago proposant le Todd-AO avec le film Le Tour du monde en quatre-vingts jours (1956).

## Longs-métrages réalisés au format Todd-AO
- Oklahoma ! (1955)
- Le Tour du monde en quatre-vingts jours (1956)
- South Pacific (1958)
- Porgy and Bess (1959)
- Can-Can (1960)
- Alamo (1960)
- Cléopâtre (1963)
- La Mélodie du bonheur (1965)
- Ces merveilleux fous volants dans leurs drôles de machines (1965)
- L'Extase et l'Agonie (1965)
- La Bible (1966) – Dimension 150
- L'Extravagant Docteur Dolittle (1967)
- Star!  (1968)
- Hello, Dolly ! (1969)
- Krakatoa à l'est de Java (1969) – également projeté en Cinerama
- Airport (1970)
- Patton  (1970) – Dimension 150
- La Vallée perdue  (1971)
- La Conquête de la planète des singes  (1972)
- Jesus Christ Superstar   (1973)
- La Kermesse des aigles  (The Great Waldo Pepper) (1975)
- L'Âge de Cristal  (1976)
- Mad Max(film 1979)
- Baraka (1992)